# 湖南省 (清朝)
湖南省（穆麟德轉寫：hūnan golo），明朝时属湖广行省（湖广承宣布政使司），清朝初期承袭明制属湖广省。康熙三年（1664年），湖广分省，以南部置“湖南省”，省治为长沙府。设湖南等处提刑按察使司、偏沅巡抚，湖广右布政使司移驻长沙府；康熙六年（1667年），湖广右布政使司改名湖广湖南等处承宣布政使司；雍正二年（1724年），湖广湖南等处承宣布政使司改为湖南等处承宣布政使司，偏沅巡抚改为湖南巡抚。
1911年武昌起义爆发，受其影响，湖南成为最先独立，脱离清廷统治的省份。

## 行政區劃
| 湖南省行政区划图（1820年） |
| 长沙府 宝庆府 岳州府 常德府 澧州 衡州府 永州府 郴州 桂阳州 辰州府 靖州 永顺府 沅州府 ① ①：永绥厅 ② ②：乾州厅 ③ ③：凤凰厅 晃州厅 |

| 湖南省行政区划：清朝湖南省之道、府（含直隶州、直隶厅）、县 | |                       |                                                 |
| 道 | 道 | 9府、4直隶州、5直隶厅 | 9府、4直隶州、5直隶厅                           |
| 名称 | 沿革 | 名称                  | 县（65县、2州、1厅）                            |
| 长 宝 道 | 长宝盐法道，简称“长宝道”。康熙六年（1667年）置驿“盐粮储道”兼长宝，驻长沙府，领长沙府、宝庆府；乾隆五十九年（1794）更名“湖南盐法道”，仍兼。 | 长沙府 （11县1州）    | 长沙县                                          |
| 长 宝 道 | 长宝盐法道，简称“长宝道”。康熙六年（1667年）置驿“盐粮储道”兼长宝，驻长沙府，领长沙府、宝庆府；乾隆五十九年（1794）更名“湖南盐法道”，仍兼。 | 长沙府 （11县1州）    | 善化县                                          |
| 长 宝 道 | 长宝盐法道，简称“长宝道”。康熙六年（1667年）置驿“盐粮储道”兼长宝，驻长沙府，领长沙府、宝庆府；乾隆五十九年（1794）更名“湖南盐法道”，仍兼。 | 长沙府 （11县1州）    | 湘潭县                                          |
| 长 宝 道 | 长宝盐法道，简称“长宝道”。康熙六年（1667年）置驿“盐粮储道”兼长宝，驻长沙府，领长沙府、宝庆府；乾隆五十九年（1794）更名“湖南盐法道”，仍兼。 | 长沙府 （11县1州）    | 湘阴县                                          |
| 长 宝 道 | 长宝盐法道，简称“长宝道”。康熙六年（1667年）置驿“盐粮储道”兼长宝，驻长沙府，领长沙府、宝庆府；乾隆五十九年（1794）更名“湖南盐法道”，仍兼。 | 长沙府 （11县1州）    | 宁乡县（今宁乡市）                              |
| 长 宝 道 | 长宝盐法道，简称“长宝道”。康熙六年（1667年）置驿“盐粮储道”兼长宝，驻长沙府，领长沙府、宝庆府；乾隆五十九年（1794）更名“湖南盐法道”，仍兼。 | 长沙府 （11县1州）    | 浏阳县（今浏阳市）                              |
| 长 宝 道 | 长宝盐法道，简称“长宝道”。康熙六年（1667年）置驿“盐粮储道”兼长宝，驻长沙府，领长沙府、宝庆府；乾隆五十九年（1794）更名“湖南盐法道”，仍兼。 | 长沙府 （11县1州）    | 醴陵县（今醴陵市）                              |
| 长 宝 道 | 长宝盐法道，简称“长宝道”。康熙六年（1667年）置驿“盐粮储道”兼长宝，驻长沙府，领长沙府、宝庆府；乾隆五十九年（1794）更名“湖南盐法道”，仍兼。 | 长沙府 （11县1州）    | 益阳县（今资阳区与赫山区全境）                  |
| 长 宝 道 | 长宝盐法道，简称“长宝道”。康熙六年（1667年）置驿“盐粮储道”兼长宝，驻长沙府，领长沙府、宝庆府；乾隆五十九年（1794）更名“湖南盐法道”，仍兼。 | 长沙府 （11县1州）    | 湘乡县                                          |
| 长 宝 道 | 长宝盐法道，简称“长宝道”。康熙六年（1667年）置驿“盐粮储道”兼长宝，驻长沙府，领长沙府、宝庆府；乾隆五十九年（1794）更名“湖南盐法道”，仍兼。 | 长沙府 （11县1州）    | 攸县                                            |
| 长 宝 道 | 长宝盐法道，简称“长宝道”。康熙六年（1667年）置驿“盐粮储道”兼长宝，驻长沙府，领长沙府、宝庆府；乾隆五十九年（1794）更名“湖南盐法道”，仍兼。 | 长沙府 （11县1州）    | 安化县                                          |
| 长 宝 道 | 长宝盐法道，简称“长宝道”。康熙六年（1667年）置驿“盐粮储道”兼长宝，驻长沙府，领长沙府、宝庆府；乾隆五十九年（1794）更名“湖南盐法道”，仍兼。 | 长沙府 （11县1州）    | 茶陵州                                          |
| 长 宝 道 | 长宝盐法道，简称“长宝道”。康熙六年（1667年）置驿“盐粮储道”兼长宝，驻长沙府，领长沙府、宝庆府；乾隆五十九年（1794）更名“湖南盐法道”，仍兼。 | 宝庆府 （5县）        | 邵阳县                                          |
| 长 宝 道 | 长宝盐法道，简称“长宝道”。康熙六年（1667年）置驿“盐粮储道”兼长宝，驻长沙府，领长沙府、宝庆府；乾隆五十九年（1794）更名“湖南盐法道”，仍兼。 | 宝庆府 （5县）        | 新化县                                          |
| 长 宝 道 | 长宝盐法道，简称“长宝道”。康熙六年（1667年）置驿“盐粮储道”兼长宝，驻长沙府，领长沙府、宝庆府；乾隆五十九年（1794）更名“湖南盐法道”，仍兼。 | 宝庆府 （5县）        | 武冈州（今武冈市）                              |
| 长 宝 道 | 长宝盐法道，简称“长宝道”。康熙六年（1667年）置驿“盐粮储道”兼长宝，驻长沙府，领长沙府、宝庆府；乾隆五十九年（1794）更名“湖南盐法道”，仍兼。 | 宝庆府 （5县）        | 新宁县                                          |
| 长 宝 道 | 长宝盐法道，简称“长宝道”。康熙六年（1667年）置驿“盐粮储道”兼长宝，驻长沙府，领长沙府、宝庆府；乾隆五十九年（1794）更名“湖南盐法道”，仍兼。 | 宝庆府 （5县）        | 城步县                                          |
| 岳 常 澧 道 | 岳常澧道，康熙九年（1670年）置“岳常道”，驻澧州，领岳州府、常德府。                                                                         | 岳州府 （4县）        | 巴陵县（今岳阳县与岳阳市城区）注1               |
| 岳 常 澧 道 | 岳常澧道，康熙九年（1670年）置“岳常道”，驻澧州，领岳州府、常德府。                                                                         | 岳州府 （4县）        | 临湘县（今临湘市）                              |
| 岳 常 澧 道 | 岳常澧道，康熙九年（1670年）置“岳常道”，驻澧州，领岳州府、常德府。                                                                         | 岳州府 （4县）        | 华容县                                          |
| 岳 常 澧 道 | 岳常澧道，康熙九年（1670年）置“岳常道”，驻澧州，领岳州府、常德府。                                                                         | 岳州府 （4县）        | 平江县                                          |
| 岳 常 澧 道 | 岳常澧道，康熙九年（1670年）置“岳常道”，驻澧州，领岳州府、常德府。                                                                         | 常德府 4县            | 武陵县（常德县）注2                             |
| 岳 常 澧 道 | 岳常澧道，康熙九年（1670年）置“岳常道”，驻澧州，领岳州府、常德府。                                                                         | 常德府 4县            | 桃源县                                          |
| 岳 常 澧 道 | 岳常澧道，康熙九年（1670年）置“岳常道”，驻澧州，领岳州府、常德府。                                                                         | 常德府 4县            | 龙阳县。（今汉寿县)                             |
| 岳 常 澧 道 | 岳常澧道，康熙九年（1670年）置“岳常道”，驻澧州，领岳州府、常德府。                                                                         | 常德府 4县            | 沅江县（今沅江市）                              |
| 岳 常 澧 道 | 雍正七年（1729年）增领澧州，更名“岳常澧道”。                                                                                               | 澧州直隶州 （5县）    | 石门县                                          |
| 岳 常 澧 道 | 雍正七年（1729年）增领澧州，更名“岳常澧道”。                                                                                               | 澧州直隶州 （5县）    | 安乡县                                          |
| 岳 常 澧 道 | 雍正七年（1729年）增领澧州，更名“岳常澧道”。                                                                                               | 澧州直隶州 （5县）    | 慈利县                                          |
| 岳 常 澧 道 | 雍正七年（1729年）增领澧州，更名“岳常澧道”。                                                                                               | 澧州直隶州 （5县）    | 安福县（今临澧县）注3                           |
| 岳 常 澧 道 | 雍正七年（1729年）增领澧州，更名“岳常澧道”。                                                                                               | 澧州直隶州 （5县）    | 永定县（今张家界市永定区全境、武陵源区部分）注4 |
| 岳 常 澧 道 | 光绪二十年（1894年）增领南洲厅；二十五年（1899年）移驻岳州府。                                                                             | 南州直隶厅            | ——                                              |
| 衡 永 郴 桂 道 | 康熙九年（1670年）置“衡永郴道”，驻衡州府，领衡州府、永州府、郴州。                                                                         | 衡州府 （7县）        | 衡阳县                                          |
| 衡 永 郴 桂 道 | 康熙九年（1670年）置“衡永郴道”，驻衡州府，领衡州府、永州府、郴州。                                                                         | 衡州府 （7县）        | 清泉县（今衡南县）                              |
| 衡 永 郴 桂 道 | 康熙九年（1670年）置“衡永郴道”，驻衡州府，领衡州府、永州府、郴州。                                                                         | 衡州府 （7县）        | 衡山县                                          |
| 衡 永 郴 桂 道 | 康熙九年（1670年）置“衡永郴道”，驻衡州府，领衡州府、永州府、郴州。                                                                         | 衡州府 （7县）        | 耒阳县                                          |
| 衡 永 郴 桂 道 | 康熙九年（1670年）置“衡永郴道”，驻衡州府，领衡州府、永州府、郴州。                                                                         | 衡州府 （7县）        | 常宁县                                          |
| 衡 永 郴 桂 道 | 康熙九年（1670年）置“衡永郴道”，驻衡州府，领衡州府、永州府、郴州。                                                                         | 衡州府 （7县）        | 安仁县                                          |
| 衡 永 郴 桂 道 | 康熙九年（1670年）置“衡永郴道”，驻衡州府，领衡州府、永州府、郴州。                                                                         | 衡州府 （7县）        | 酃县（今炎陵县）                                |
| 衡 永 郴 桂 道 | 康熙九年（1670年）置“衡永郴道”，驻衡州府，领衡州府、永州府、郴州。                                                                         | 永州府 （7县1州）     | 零陵县（今冷水滩区和零陵区全境）                |
| 衡 永 郴 桂 道 | 康熙九年（1670年）置“衡永郴道”，驻衡州府，领衡州府、永州府、郴州。                                                                         | 永州府 （7县1州）     | 祁阳县                                          |
| 衡 永 郴 桂 道 | 康熙九年（1670年）置“衡永郴道”，驻衡州府，领衡州府、永州府、郴州。                                                                         | 永州府 （7县1州）     | 东安县                                          |
| 衡 永 郴 桂 道 | 康熙九年（1670年）置“衡永郴道”，驻衡州府，领衡州府、永州府、郴州。                                                                         | 永州府 （7县1州）     | 道州                                            |
| 衡 永 郴 桂 道 | 康熙九年（1670年）置“衡永郴道”，驻衡州府，领衡州府、永州府、郴州。                                                                         | 永州府 （7县1州）     | 宁远县                                          |
| 衡 永 郴 桂 道 | 康熙九年（1670年）置“衡永郴道”，驻衡州府，领衡州府、永州府、郴州。                                                                         | 永州府 （7县1州）     | 永明县（今江永县）注5                           |
| 衡 永 郴 桂 道 | 康熙九年（1670年）置“衡永郴道”，驻衡州府，领衡州府、永州府、郴州。                                                                         | 永州府 （7县1州）     | 江华县                                          |
| 衡 永 郴 桂 道 | 康熙九年（1670年）置“衡永郴道”，驻衡州府，领衡州府、永州府、郴州。                                                                         | 永州府 （7县1州）     | 新田县                                          |
| 衡 永 郴 桂 道 | 康熙九年（1670年）置“衡永郴道”，驻衡州府，领衡州府、永州府、郴州。                                                                         | 郴州直隶州 （5县）    | 永兴县                                          |
| 衡 永 郴 桂 道 | 康熙九年（1670年）置“衡永郴道”，驻衡州府，领衡州府、永州府、郴州。                                                                         | 郴州直隶州 （5县）    | 宜章县                                          |
| 衡 永 郴 桂 道 | 康熙九年（1670年）置“衡永郴道”，驻衡州府，领衡州府、永州府、郴州。                                                                         | 郴州直隶州 （5县）    | 兴宁县（今资兴市）注5                           |
| 衡 永 郴 桂 道 | 康熙九年（1670年）置“衡永郴道”，驻衡州府，领衡州府、永州府、郴州。                                                                         | 郴州直隶州 （5县）    | 桂阳县                                          |
| 衡 永 郴 桂 道 | 康熙九年（1670年）置“衡永郴道”，驻衡州府，领衡州府、永州府、郴州。                                                                         | 郴州直隶州 （5县）    | 桂东县                                          |
| 衡 永 郴 桂 道 | 雍正十年(1732)增领桂阳州，更名“衡永郴桂道”。                                                                                               | 桂阳直隶州 （3县）    | 临武县                                          |
| 衡 永 郴 桂 道 | 雍正十年(1732)增领桂阳州，更名“衡永郴桂道”。                                                                                               | 桂阳直隶州 （3县）    | 蓝山县                                          |
| 衡 永 郴 桂 道 | 雍正十年(1732)增领桂阳州，更名“衡永郴桂道”。                                                                                               | 桂阳直隶州 （3县）    | 嘉禾县                                          |
| 辰 沅 永 靖 道 | 康熙九年（1670年）置“辰靖道”，驻辰州府，领辰州府、靖州；四十三年末（1705年）移驻凤凰厅（镇筸城）。                                         | 辰州府 （4县）        | 沅陵县                                          |
| 辰 沅 永 靖 道 | 康熙九年（1670年）置“辰靖道”，驻辰州府，领辰州府、靖州；四十三年末（1705年）移驻凤凰厅（镇筸城）。                                         | 辰州府 （4县）        | 泸溪县                                          |
| 辰 沅 永 靖 道 | 康熙九年（1670年）置“辰靖道”，驻辰州府，领辰州府、靖州；四十三年末（1705年）移驻凤凰厅（镇筸城）。                                         | 辰州府 （4县）        | 辰谿县                                          |
| 辰 沅 永 靖 道 | 康熙九年（1670年）置“辰靖道”，驻辰州府，领辰州府、靖州；四十三年末（1705年）移驻凤凰厅（镇筸城）。                                         | 辰州府 （4县）        | 溆浦县                                          |
| 辰 沅 永 靖 道 | 康熙九年（1670年）置“辰靖道”，驻辰州府，领辰州府、靖州；四十三年末（1705年）移驻凤凰厅（镇筸城）。                                         | 靖州直隶州 （3县）    | 会同县                                          |
| 辰 沅 永 靖 道 | 康熙九年（1670年）置“辰靖道”，驻辰州府，领辰州府、靖州；四十三年末（1705年）移驻凤凰厅（镇筸城）。                                         | 靖州直隶州 （3县）    | 通道县                                          |
| 辰 沅 永 靖 道 | 康熙九年（1670年）置“辰靖道”，驻辰州府，领辰州府、靖州；四十三年末（1705年）移驻凤凰厅（镇筸城）。                                         | 靖州直隶州 （3县）    | 绥宁县                                          |
| 辰 沅 永 靖 道 | 雍正七年（1729年）增领永顺府 | 永顺府 （4县、1厅）   | 永顺县                                          |
| 辰 沅 永 靖 道 | 雍正七年（1729年）增领永顺府 | 永顺府 （4县、1厅）   | 龙山县                                          |
| 辰 沅 永 靖 道 | 雍正七年（1729年）增领永顺府 | 永顺府 （4县、1厅）   | 保靖县                                          |
| 辰 沅 永 靖 道 | 雍正七年（1729年）增领永顺府 | 永顺府 （4县、1厅）   | 桑植县                                          |
| 辰 沅 永 靖 道 | 雍正七年（1729年）增领永顺府 | 永顺府 （4县、1厅）   | 古丈坪厅（今古丈县）                            |
| 辰 沅 永 靖 道 | 雍正八年（1730年）增领沅州府，更名“辰沅永靖道”。                                                                                           | 沅州府 （3县）        | 芷江县                                          |
| 辰 沅 永 靖 道 | 雍正八年（1730年）增领沅州府，更名“辰沅永靖道”。                                                                                           | 沅州府 （3县）        | 黔阳县                                          |
| 辰 沅 永 靖 道 | 雍正八年（1730年）增领沅州府，更名“辰沅永靖道”。                                                                                           | 沅州府 （3县）        | 麻阳县                                          |
| 辰 沅 永 靖 道 | 嘉庆元年（1796年）增领凤凰厅、乾州厅，更名“辰沅永靖道”。                                                                                   | 凤凰直隶厅            | 五寨长官司                                      |
| 辰 沅 永 靖 道 | 嘉庆元年（1796年）增领凤凰厅、乾州厅，更名“辰沅永靖道”。                                                                                   | 凤凰直隶厅            | 筸子坪长官司                                    |
| 辰 沅 永 靖 道 | 嘉庆元年（1796年）增领凤凰厅、乾州厅，更名“辰沅永靖道”。                                                                                   | 乾州直隶厅            | ——                                              |
| 辰 沅 永 靖 道 | 嘉庆元年（1796年）增领永绥厅 | 永绥直隶厅            | ——                                              |
| 辰 沅 永 靖 道 | 嘉庆二十一年（1816年）增领晃州厅 | 晃州直隶厅            | ——                                              |
| 注释： 注1：巴陵县，西晋太康元年（280年）始建，民国二年（1913年）废岳州府，巴陵县改为岳阳县。 注2：武陵县，隋朝开皇三年（583年），合临沅、沅南、汉寿三县为武陵县，隶属朗州。民国二年（1913年）废常德府，改五陵县为常德县。1950年10月19日设立常德市（县级），以常德县城区为其行政区域。1988年1月23日，常德市升格为地级市，常德县分撤为常德市武陵区、鼎城区。 注3：安福县，清朝雍正七年（1729年）设安福县，因与江西省安福县同名，民国3年（1914年）1月改名“临澧县”至今。 注4，永定县，明朝洪武二年（1369年）降“慈利州”改为“大庸县”，清雍正十三年（1735年）复置“永定县”；民国三年因永定县与福建省永定县同名遂更名为“大庸县”。 注5：永明县，唐朝天宝元年（742年），改永阳县为永明县，县城迁至今江永县消浦镇白脚塔村。宋朝熙宁五年（1072年），永明县并入“营道县”；元祐元年（1086），复置“永明县”，因县治位于永明岭（都庞岭）之阳而得名，县治迁至消水南岸。1956年，“永明县”改名江永县。 注6：兴宁县，民国3年1月，因兴宁县与广东省“兴宁县”重名，故复名“资兴县”。 | |                       |                                                 |